# Elisabeth Julienne Dugage de Pommereul
Élisabeth Julienne Dugage de Pommereul ou Élisabeth Julienne Pommereul, née le 5 juillet 1733 et morte le 3 juillet 1782 à Forcalquier, est une botaniste française qui a travaillé sous les enseignements du botaniste français André Thouin et du botaniste suédois Linné pour étudier les classifications et les dénombrements des types de graminées dans le Jardin du Roi.

## Jeunesse
Née en 1733, Élisabeth Julienne Dugage de Pommereul est issue de la noblesse bretonne. Son père Guy-René Pommereul, sieur Des Longrais, est avocat au Parlement de Rennes et sénéchal de Brie et Janzé. Sa mère, Louise Thérèse Letort, dame de Navinal, est issue du même milieu. Élisabeth Julienne est la cousine de François-René-Jean de Pommereul (1745-1823), général de division pendant la période révolutionnaire et préfet sous le Premier Empire. En 1755, elle épouse François-Alexis Fresnel.

## Carrière professionnelle
Élisabeth s'initie à la botanique dans la région rennaise. Dans les années 1770, elle vit à Nantes, où elle fait la connaissance de la famille de François Bonamy, directeur du Jardin royal des Plantes. Quelques années plus tard, entre 1775 et 1777, Pommereul vit à Paris et suit assidûment les cours de botanique d'Antoine-Laurent de Jussieu. En 1778, André Thouin, jardinier en chef du Jardin du Roi, fait appel à son aide pour dénombrer et identifier les graminées poussant dans les massifs du Jardin de l'École de botanique. C'est à cette époque qu'elle tente d'élaborer une classification conciliant le système de Tournefort avec celui de Linné. À la même époque, elle est sollicitée par Thouin et Jussieu pour composer un ouvrage sur les graminées. Thouin la met en relation avec son réseau de correspondants : Carl von Linné le Jeune, Antoine Gouan, Pierre-André Pourret et Claude-Étienne Savary. Selon son parent René-Nicolas Desgenettes, elle vivait seule dans un grenier du Jardin du Roi et se consacrait à ses projets de recherche. Témoins de son activité botanique, trois spécimens botaniques qu'elle a récoltés sont encore conservés dans les collections de l'Herbier national du Muséum national d'histoire naturelle.

### Prix et publications

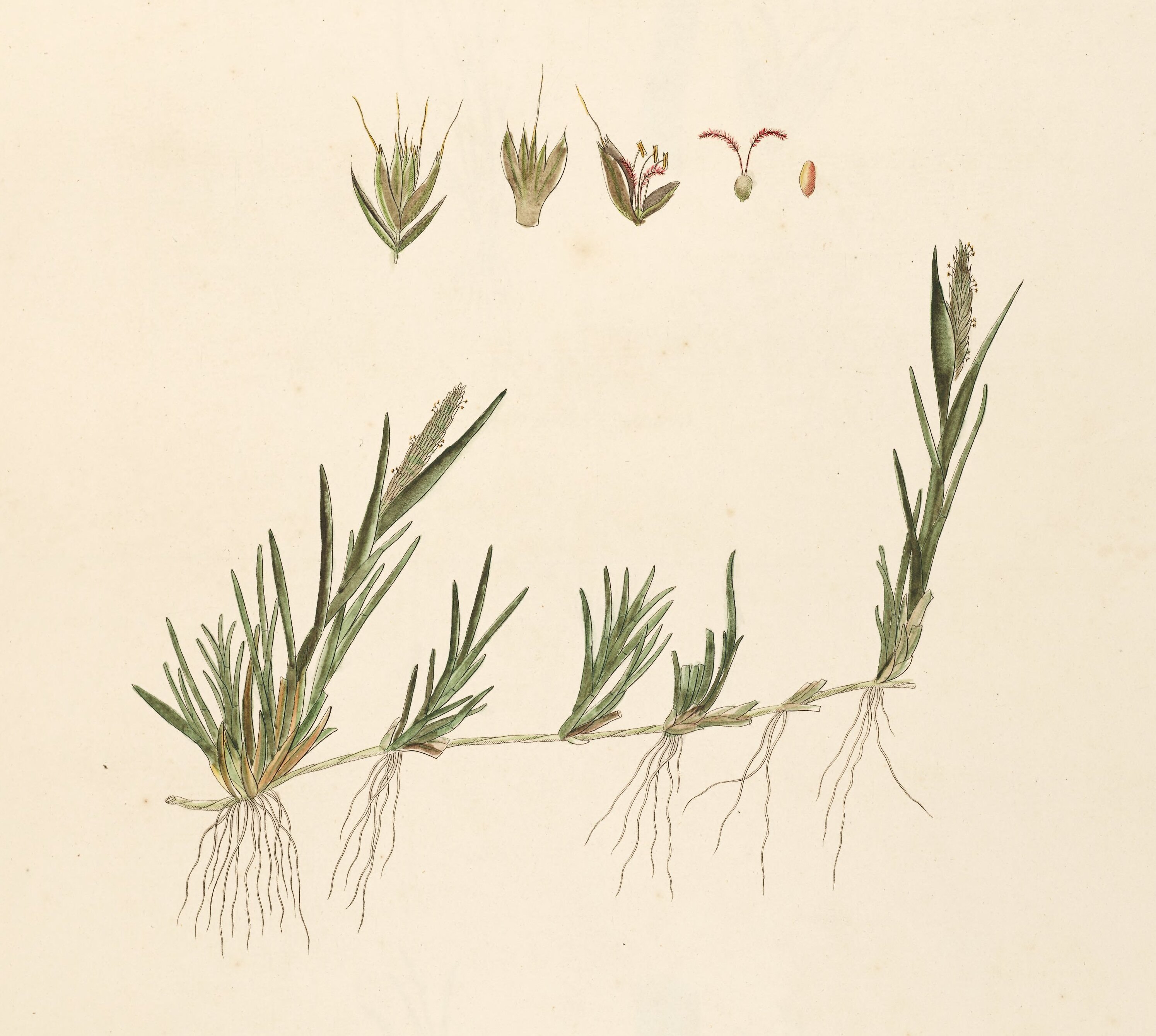
Illustration botanique de Pommereulla cornucopiae

À l'annonce de la publication prochaine de l'ouvrage de Pommereul, Linné le Jeune la félicita et nomma une plante en son honneur, Pommereulla cornucopiae L.f.. La plante ainsi nommée selon la nomenclature linnéenne fut insérée dans le système linnéen. Joseph Dombey lui a dédié la Dugagesia margaritifera, mais la plante avait déjà été nommée par les botanistes espagnols Ruiz et Pavón. L'Académie royale de médecine de Madrid, à l'initiative de Casimiro Gómez Ortega, correspondant de l'Académie royale des sciences depuis 1776, lui a décerné un diplôme.
En 1779, la publication de l'ouvrage d'Élisabeth était attendue. Certaines publications de l'époque ont salué son travail imminent comme une preuve de la moralité de l'éducation des femmes. Le pédagogue Jean Verdier lui a également rendu un vibrant hommage dans l'article « botanique » de l'Encyclopédie méthodique. Fortunée Briquet nous assure en 1804 que Pommereul est bien l'autrice d'un ouvrage de botanique. D'autre part, Palisot de Beauvois dit en 1812 que l'ouvrage n'avait jamais été publié et que le manuscrit paraissait avoir été égaré. Il semble que la maladie l’ait empêchée de terminer le travail prévu.
L’existence de Mme Dugage de Pommereul a longtemps été ignorée. L'absence d'ouvrage publié et sa pratique de la botanique dans l'entourage direct de Jussieu ont suscité jusqu'à récemment l'indifférence et le dédain des historiens de la botanique,.

## Fin de vie
Mme Dugage de Pommereul souffrait d'un cancer du sein qu'elle tentait en vain de soulager en y apposant des plaques métalliques magnétiques. Elle participe aux expériences de magnétothérapie du Père Le Noble, puis recherche les bienfaits du climat du sud de la France durant l'hiver 1781. Élisabeth décède à Forcalquier le 3 juillet 1782.